# Pietrele Galbenei
Pietrele Galbenei (monument al naturii) alcătuiesc o arie protejată de interes național ce corespunde categoriei a III-a IUCN (rezervație naturală de tip geologic), situată în nord-vesul Transilvaniei, pe teritoriul județului Bihor.

## Localizare
Aria naturală se află în partea sud-estică județului Bihor (în ramura nordică a Munților Bihorului - grupă montană a Apusenilor ce aparține lanțului carpatic al Occidentalilor), pe teritoriul administrativ al comunei Pietroasa.

## Descriere
Rezervația naturală cu o suprafață de 6,30 hectare a fost declarată arie protejată prin Legea Nr.5 din 6 martie 2000 (privind aprobarea Planului de amenajare a teritoriului național - Secțiunea a III-a - zone protejate, publicată în Monitorul Oficial al României, Nr.152 din 12 aprilie 2000) și se suprapune ariei de protecție specială avifaunistică - Munții Apuseni - Vlădeasa.
Pietrele Galbenei văzute dinspre nord, reprezintă versantul situat în extrema sudică a Gropii de la Barsa, la care poteca turistică urcă în serpentine prin pădurea virgină. Partea sudică a versantului însă este un abrupt calcaros de peste 200 de metri adâncime, cu largi priveliști. Peretele alb de stâncă lucește în soare străjuind Poiana Florilor, ca un zid de cetate apărând frumusețile platoului Platoul Carstic Padiș.
Sub Pietrele Galbenei se întinde o frumoasă pădure de fag, de un verde crud vara și multicoloră toamna, în care se decupează mici poieni presărate cu adăposturile cosașilor, alcătuind împreună Poiana Florilor. Dincolo ele acestea se adâncește între culmi împădurite Valea Galbenei și afluenții săi, între care unul despică muntele de vizavi având în partea superioară o imensă "rană" roșiatică; este ravena numită Groapa Ruginoasa, săpată de torenți în pieptul Muntelui Țapu, obârșia Văii Seci, cu numeroase canioane pline de săritori și cascade. In partea dreaptă se înșiruie cocoașele vârfurilor Știrbina, Guinașu și Tătăroaia, ultimul înconjurai de poieni.
Din Valea Galbenei pornește spre stânga valea Luncșoara, care își are obârșia aproape de Arieșeni, sub cătunul Cobleș, ale cărui case se zăresc în zare. Tot în acea direcție se vede pârtia de schi de pe Muntele Vârtop, dincolo de care se zărește în zilele senine Vârful Cucurbăta Mare cu releul de televiziune "înțepând" cerul. In fine, planul stâng apropiat este dominat de Muntele Borțig, împădurit, care coboară în pantă destul de abruptă spre Izbucul Galbenei, ascuns de culmi împădurite, dar trădat de o stâncă de calcar în formă de portal.

## Obiective turistice aflate în vecinătate

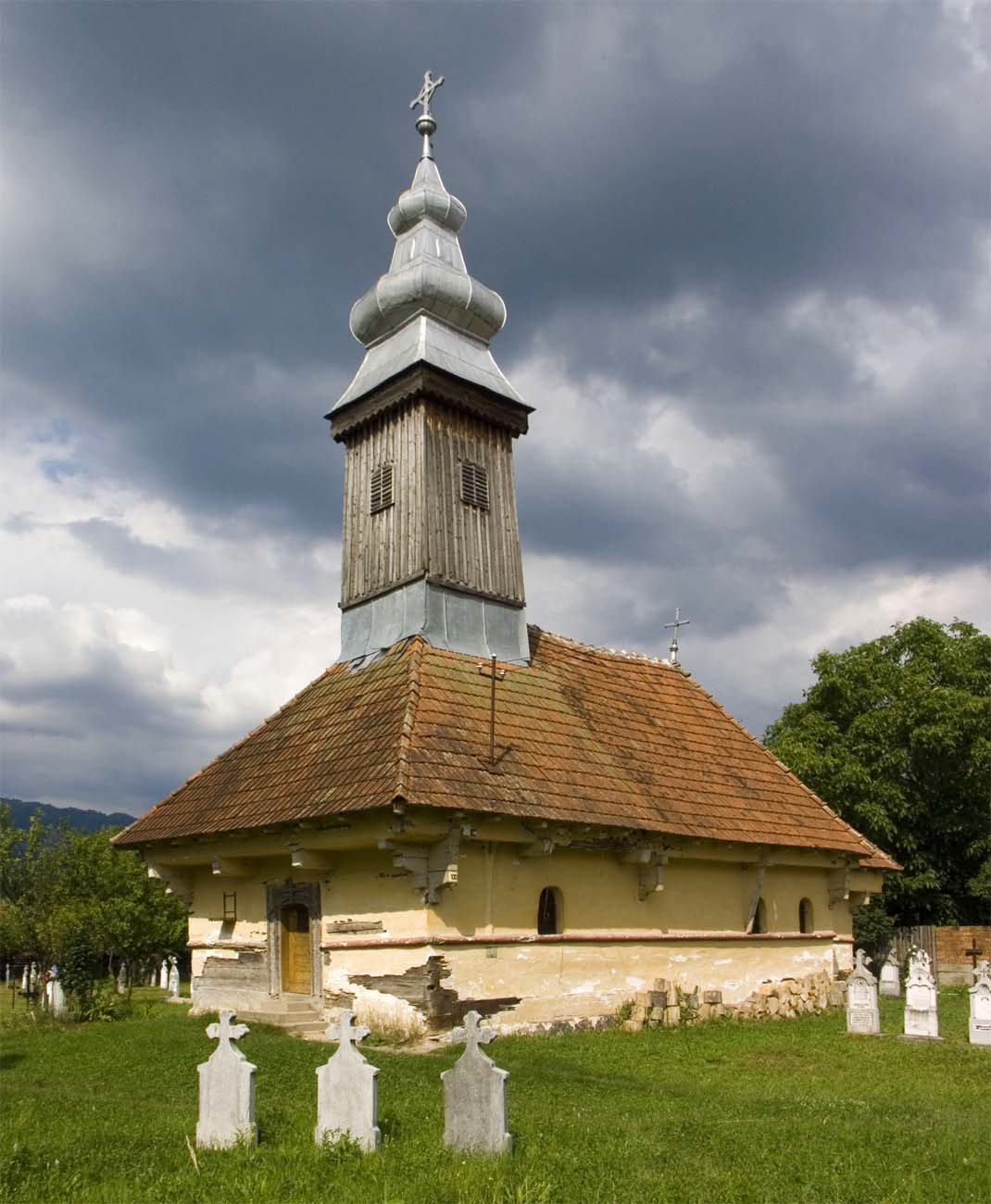
Biserica de lemn din Cociuba Mică

- Biserica de lemn „Pogorârea Sf. Gheorghe” din Cociuba Mică, lăcaș de cult (ridicat în secolul al XVIII-lea) aflat pe lista monumentelor istorice sub codul LMI BH-II-m-B-01136.
- Biserica de lemn „Sf.Dimitrie” din Fânațe, construcție 1796, monument istoric (cod LMI BH-II-m-A-01145).
- Rezervațiile naturale: Avenul Borțigului, Complexul Carstic din Valea Ponorului, Fâneața Izvoarelor Crișul Pietros, Groapa Ruginoasa - Valea Seacă, Molhașurile din Valea Izbucelor, Groapa de la Bârsa, Piatra Bulzului, Pietrele Boghii, Poiana Florilor, Platoul Carstic Padiș, Platoul Carstic Lumea Pierdută, Peștera lui Micula, Peștera Urșilor, Săritoarea Bohodeiului, Valea Galbenei și Vârful Biserica Moțului.

## Galerie

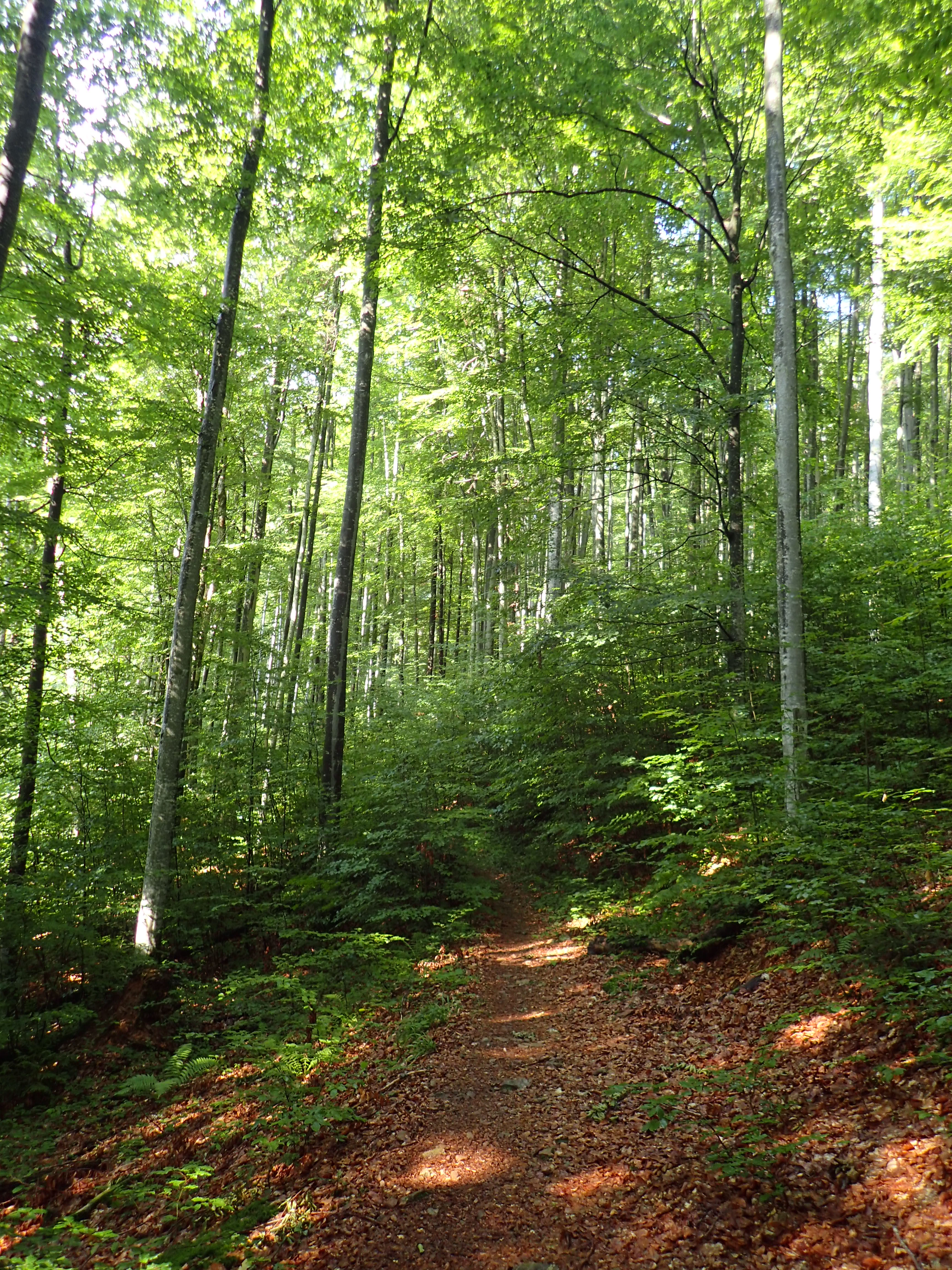
Pădure de fag între Poiana Florilor si Pietrele Galbenei